# Dominik Saladin
Dominik Saladin (29 de mayo de 1969) es un deportista suizo que compitió en esgrima, especialista en la modalidad de espada. Ganó una medalla de oro en el Campeonato Europeo de Esgrima de 2004, en la prueba por equipos.

## Palmarés internacional
| Campeonato Europeo | Campeonato Europeo     | Campeonato Europeo | Campeonato Europeo |
| Año                | Lugar                  | Medalla            | Prueba             |
| ------------------ | ---------------------- | ------------------ | ------------------ |
| 2004               | Copenhague (Dinamarca) | Medalla de oro     | Espada por equipos |